# Elyhordeum triploideum
Elyhordeum triploideum är en gräsart som först beskrevs av Wray Merrill Bowden, och fick sitt nu gällande namn av Wray Merrill Bowden. Elyhordeum triploideum ingår i släktet Elyhordeum och familjen gräs. Inga underarter finns listade i Catalogue of Life.